# Az Egyesült Királyság nemzeteinek listája terület alapján
Az Egyesült Királyság nemzeteinek (és Anglia régióinak) listája terület alapján:
| Hely | Név | Terület |
| ---- | --- | --- |
| 1    | Anglia - Délnyugat - Dél - Délkelet - East Midlands - Yorkshire és Humber - Északnyugat - West Midlands - Északkelet - Nagy London Teljes | 23 829 km² 19 120 km² 19 096 km² 15 627 km² 15 420 km² 14 165 km² 13 004 km² 8 592 km² 1 580 km² 130 395 km² |
| 2    | Skócia | 78 313 km²                                                                                                   |
| 3    | Wales | 20 754 km²                                                                                                   |
| 4    | Észak-Írország | 13 843 km²                                                                                                   |
|      | Egyesült Királyság | 244 101 km²                                                                                                  |

## Lásd még
- Anglia megyéi terület alapján
- Az Egyesült Királyság nemzeteinek listája népesség alapján
- Országok terület szerinti listája